# Carl Leverkus
Carl Leverkus (Wermelskirchen, 5 novembre 1804 – Wiesdorf am Rhein, 1º febbraio 1889) è stato un imprenditore, chimico e farmacista tedesco, al quale deve il nome la moderna città di Leverkusen.

## Biografia

### Origini e famiglia
Carl Leverkus nacque a Wermelskirchen il 5 novembre 1804, secondogenito di Wilhelm Leverkus, farmacista discendente da una lunga tradizione di farmacisti di Solingen, e di Alexandrine Jaeger, figlia di un produttore e grossista di acciaio di Remscheid.
Nel 1838 sposò la compaesana Juliane Auguste Küpper, dalla quale ebbe undici figli: quattro maschi e sette femmine. Le sue figlie si sposarono tutte con rampolli di famiglie di industriali borghesi del Berg e della Renania. Tre dei suoi figli, tra cui il primogenito Carl Iunior, entrarono in società con il padre tra il 1869 e il 1874.

### Istruzione
Trascorsa l'infanzia nella sua città natale, frequentò la scuola pubblica di Remscheid tra il 1816 e il 1818, lavorando al contempo come tirocinante presso la farmacia del padre, per poi passare a frequentare la scuola privata commerciale di Burg an der Wupper (oggi parte di Solingen). Nel 1822, dopo un altro breve tirocinio presso una farmacia di Winningen, frequentò per un anno l'università di Marburgo, dove studiò chimica, farmacia, botanica, mineralogia e matematica. Dopo un ulteriore periodo come assistente farmacista a Treviri, si trasferì nel 1826 a Parigi, centro della ricerca scientifica dell'epoca, per seguire i corsi di chimica della Sorbona, lavorando al contempo in una farmacia locale. Nella capitale francese, Leverkus seguì con profondo interesse la disputa sorta tra Christian Gottlob Gmelin e Jean Baptiste Guimet su chi tra i due avesse inventato per primo un metodo di sintesi del blu oltremare, un pigmento all'epoca molto ricercato e costoso.
Nel 1829 si iscrisse all'università di Berlino, presso la quale superò l'esame da farmacista il 10 ottobre dello stesso anno. Ottenuta l'abilitazione, tornò a Wermelskirchen, dove fece domanda all'amministrazione statale per ottenere la licenza per l'apertura di una farmacia. Quando però le sue numerose richieste di licenza non ottennero responso positivo, Leverkus decise di abbandonare la carriera farmaceutica e di dedicarsi invece alla ricerca chimica industriale. Nel novembre 1830 conseguì il dottorato in absentia presso l'università di Gießen con una dissertazione sulla chimica dell'argento che fu vagliata da Justus von Liebig.

### Attività imprenditoriale

#### Lo stabilimento di Wermelskirchen
Dopo un insoddisfacente periodo di lavoro come supervisore presso la fabbrica di soda Hösch & Langenbeck di Barmen, rientrò a Wermelskirchen nel 1833 dove ebbe l'idea di aprire una propria fabbrica chimica. Dando fondo alle proprie finanze, fece costruire un nuovo stabilimento nella propria città natale e nel 1834 fu ufficialmente inaugurata la Chemische Fabrik Dr. Carl Leverkus, una fabbrica per la produzione di vari composti chimici dotata di un proprio laboratorio. Presso questo stesso laboratorio Leverkus continuò le proprie ricerche che lo portarono a sviluppare un nuovo processo di sintesi del blu oltremare perfezionando il metodo inventato da Guimet. Nel 1838 riuscì a ottenere dal Regno di Prussia un brevetto di durata decennale su questo nuovo procedimento e convertì conseguentemente la maggior parte della sua fabbrica alla creazione del pigmento, rendendola il primo stabilimento in Germania per la produzione di blu oltremare sintetico.
Il successo economico di Leverkus fu presto accompagnato anche da riconoscimenti internazionali. Alla prima esposizione universale di Londra del 1851 il suo azzurro ultramarino fu elogiato come il più straordinario dei prodotti dell'industria tedesca e alla successiva esposizione universale di Parigi del 1855 ricevette persino una medaglia d'argento. Tuttavia la competizione sul mercato del blu oltremare si era nel frattempo fatta sempre più agguerrita e Leverkus comprese che se avesse voluto restare competitivo avrebbe presto dovuto espandere il proprio stabilimento e, soprattutto, trovargli una nuova collocazione, data la distanza di Wermelskirchen dalle principali vie di comunicazione.

#### Lo stabilimento di Wiesdorf
Il luogo individuato per la nuova fabbrica fu il villaggio di Wiesdorf am Rhein, un piccolo comune poco a nord di Colonia, che non solo garantiva un accesso diretto al Reno ma si trovava anche ben collegato con il sistema ferroviario grazie alla vicina stazione di Küppersteg. Nel luglio 1860 Leverkus acquistò diversi terreni nella frazione di Kahlberg e i lavori di costruzione iniziarono l'anno successivo. L'imprenditore non si limitò a far costruire il suo stabilimento industriale ma fece erigere anche numerose abitazioni per ospitare i suoi operai e le loro famiglie e ribattezzò il piccolo insediamento così creatosi come "Leverkusen", dal nome dell'originaria tenuta di famiglia a Lennep. Nella primavera del 1862 fu inaugurata la Rheinische Ultramarin - Fabrik von Dr. C. Leverkus, Leverkusen bei Coeln a/Rhein: vi lavoravano 78 operai, molti dei quali avevano già lavorato con Leverkus a Wermelskirchen e lo avevano poi seguito nel suo spostamento, che entro il 1872 aumentarono a 162. Per loro Leverkus fece costruire, oltre a nuove case, anche un negozio, una scuola, una caserma dei vigili del fuoco e altre strutture ad uso sociale, rendendo l'insediamento così autosufficiente da guadagnarsi il nome scherzoso di "Stato di Leverkusen".
Nel 1874, per far fronte alla guerra di prezzi dovuta alla saturazione del mercato del blu oltremare, Leverkus chiese e ottenne la licenza per aprire un seconda fabbrica, stavolta per la produzione di alizarina, un altro colorante la cui domanda era in forte crescita. Con la nuova apertura e con l'ingresso dei figli in società con il padre, la compagnia che gestiva i due stabilimenti fu rinominata Rheinische Ultramarin- und Alizarin-Fabrik von Dr. C. Leverkus & Söhne.

### Morte ed eredità
Carl Leverkus morì il 1º febbraio 1889 a Wiesdorf e fu seppellito a Wermelskirchen.
Nel 1890, per porre fine alla guerra di prezzi, sotto la guida delle cosiddette "tre grandi" (la Leverkus di Wiesdorf, la Zeltner di Norimberga e la Curtius di Duisburg), 14 delle 19 fabbriche tedesche di blu oltremare, con una quota di mercato del 95%, si fusero per formare la Vereinigten Ultramarinfabriken AG vormals Leverkus, Zeltner & Consorten, la cui sede fu posta prima a Norimberga e poi a Colonia e della quale Carl Leverkus Iunior divenne presidente del consiglio di amministrazione.
La fabbrica di alizarina della Leverkus, che non era stata inclusa nella fusione, fu invece venduta il 5 dicembre 1891 alla Bayer, che ne fece la sua nuova sede principale.
Nel 1930, quando i comuni di Wiesdorf, Schlebusch, Steinbüchel e Rheindorf furono accorpati, la nuova municipalità assunse ufficialmente il nome di Leverkusen.

## Attività sociali e riconoscimenti

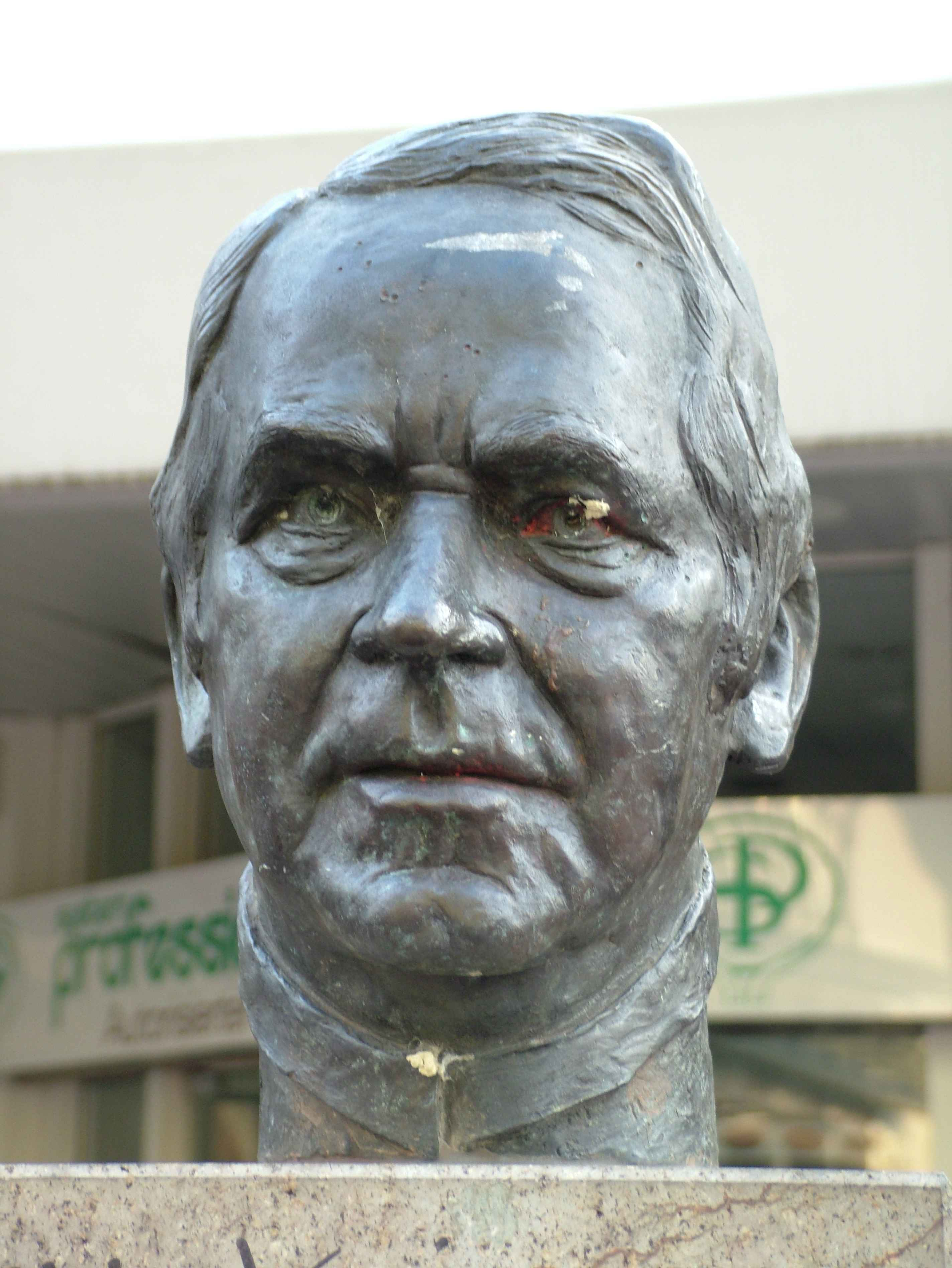
Statua commemorativa di Carl Leverkus nel centro di Leverkusen

Leverkus riteneva che fosse dovere di un imprenditore occuparsi degli interessi dell'intera comunità, motivo per cui servì sia come membro del consiglio comunale di Wermelskirchen sia come membro della camera di commercio di Lennep, in entrambi i casi senza percepire alcuno stipendio.
Carl e sua moglie furono sempre molto dediti anche alle cause sociali e ritenevano fosse loro compito sopperire a tutte le necessità dei lavoratori delle loro fabbriche, motivo per cui cercarono di rifornire la comunità di Leverkusen di tutti i beni e i servizi di cui gli operai e le loro famiglie potessero avere bisogno.
Nel 1876 fu insignito dell'Ordine della Corona come cavaliere di III classe, pur rifiutando al contempo la nobilitazione.
Nel 1884, per celebrare il suo ottantesimo compleanno e il cinquantesimo anniversario della sua azienda, ricevette il titolo onorifico di Geheimer Kommerzienrat ("Consigliere Privato del Commercio"), insieme alla cittadinanza onoraria di Wermelskirchen.